# Infiltration de Gangneung
Guerre du Crabe
Batailles
- Gangneung
- Yeosu
- Yeonpyeong (1re)
- Amami-Ōshima
- Yeonpyeong (2e)
- Daecheong
- Baengnyeong
- Yeonpyeong (bombardement)

L'infiltration de Gangneung a eu lieu en septembre 1996 dans la ville de Gangneung en Corée du Sud.

## Historique

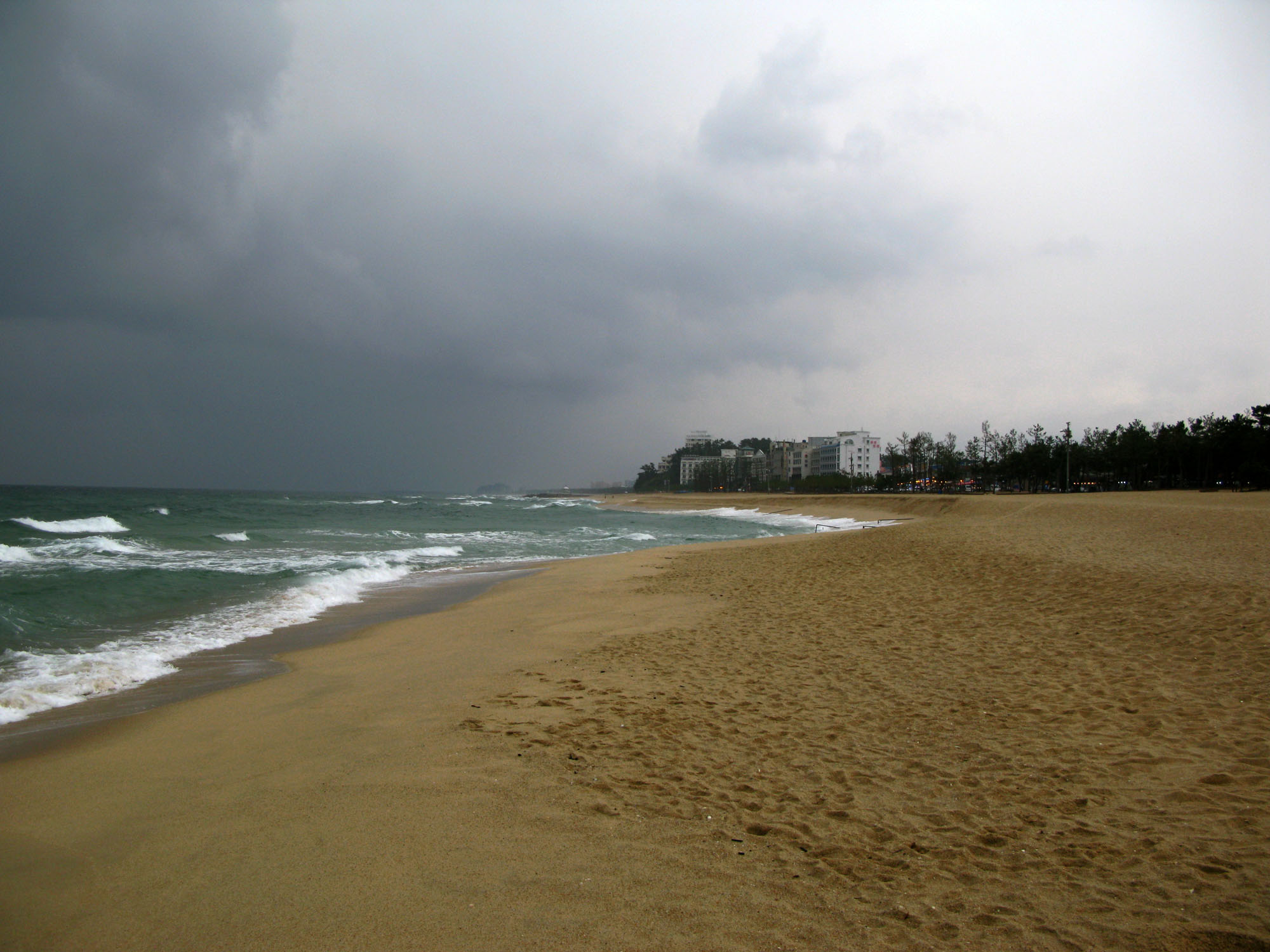
Les côtes et la plage de Gangneung en 2008.

L'opération a commencé lorsque 26 militaires nord-coréens ont débarqué sur les côtes sud-coréennes, à proximité de Gangneung depuis le sous-marin de reconnaissance no 1, de la seconde équipe du 22e escadron du département maritime du Bureau de Reconnaissance, le service des forces spéciales de l'Armée populaire de Corée chargé des infiltrations en territoire étranger. Le bâtiment était un sous-marin de poche de la Marine populaire de Corée de la classe Sang-O de 35,5 mètres de long déplaçant 370 tonnes en plongée qui avait quitté Toejo-Dong, le quartier-général de la Flotte de l'Est près de la ville de Hamhŭng le 13 septembre 1996.
La mission consistait à infiltrer un commando de trois agents le 15 septembre ayant pour mission d'espionner des installations militaires, mais le submersible s'est échoué sur des rochers immergés lors de la récupération du commando le 17 septembre et n'a pas pu repartir. L'équipage a donc été contraint de l'abandonner.
Le commandant de bord était le capitaine Chong Yong Ku et le bâtiment comptait 21 hommes d'équipage, dont deux formés pour escorter l'équipe de reconnaissance. Le directeur du Département maritime, le colonel Kim Dong Won, et le vice-directeur étaient également à bord ainsi que l'équipe de reconnaissance de trois hommes des forces spéciales.

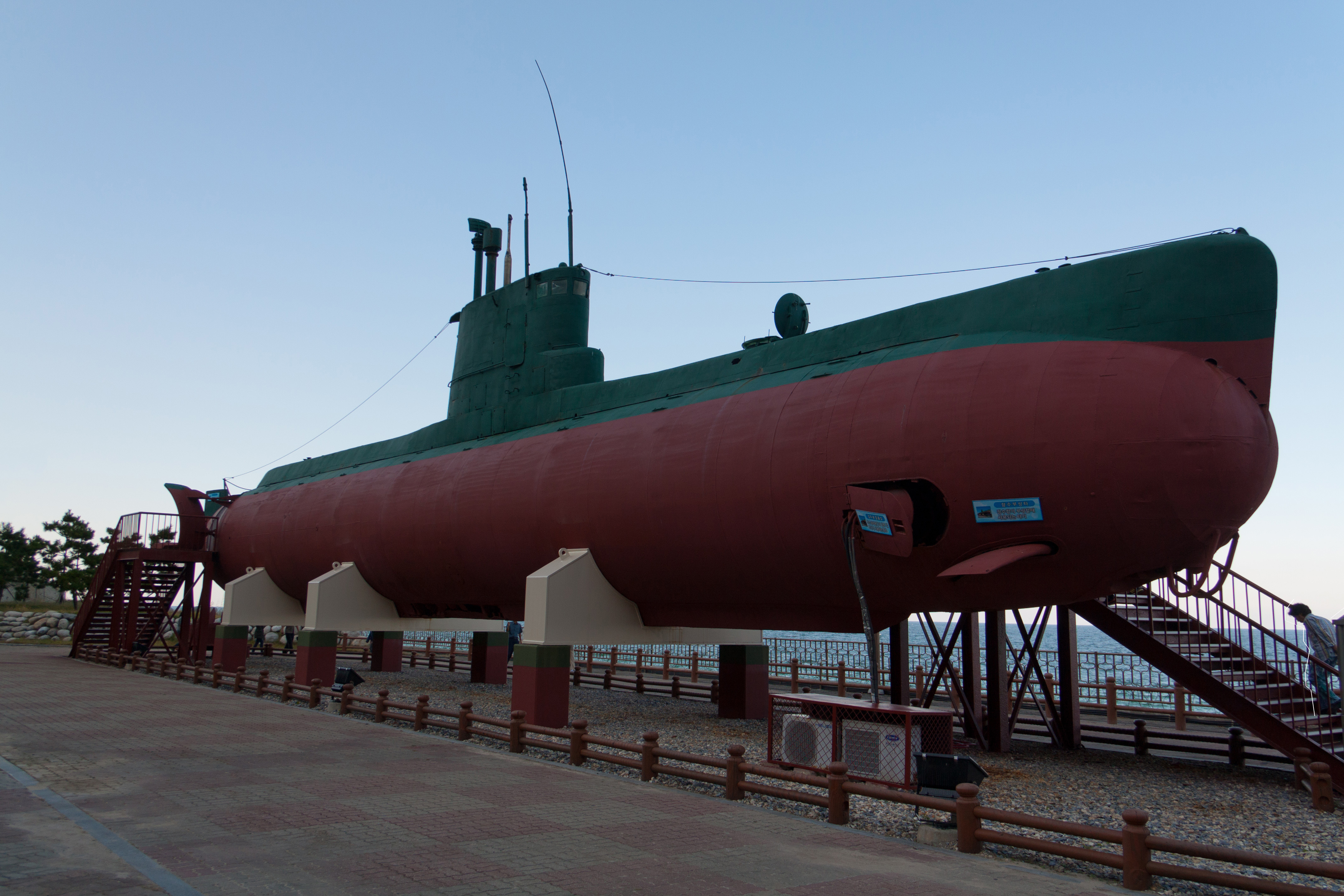
Le submersible nord-coréen exposé près de Gangneung, à Jeongdongjin.

Les commandos dont certains portaient l'uniforme militaire sud-coréen ont exécuté onze de leurs camarades de bord sur une colline à huit kilomètres du lieu de l'échouage afin de faciliter leur propre évasion. Le sous-marin est remarqué par un chauffeur de taxi qui donne l'alerte le 18 septembre. Une chasse à l’homme de 53 jours a suivi qui a entraîné la mort de seize Sud-Coréens (dont quatre civils) tués par les militaires nord-coréens (trois tués le 8 octobre sur une colline comme « punition ») et quatre militaires décédés accidentellement. Environ 60 000 militaires sud-coréens sont mobilisés lors de cet incident essentiellement pour boucler la zone coréenne démilitarisée. Un Nord-Coréen a été capturé et un autre a réussi à échapper aux recherches,.
On soupçonne l'empoisonnement de l'agent consulaire sud-coréen Choe Deok-geun (en) le 1er octobre 1996 à Vladivostok d’être une action de représailles organisée par les services de renseignement nord-coréens.

## Bilan des pertes nord-coréennes
Sur les 26 militaires nord-coréens infiltrés, un est capturé, onze sont assassinés ou victimes d'un meurtre-suicide, treize sont tués lors de combats avec l'armée sud-coréenne, le dernier, nommé Li Chul Jin selon un expert américain, a réussi à s'échapper vers la Corée du Nord. L'infiltration a duré 49 jours du 18 septembre au 5 novembre.
- 18 septembre : 11 marins de l'équipage sont exécutés, 1 soldat nord-coréen est capturé par la police locale.
- 19 septembre: 7 pertes dans trois fusillades séparées.
- 22 septembre : 2 pertes.
- 28 septembre : 1 perte.
- 30 septembre : 1 perte.
- 5 novembre : 2 pertes.

## Conséquences
Fin décembre 1996, la Corée du Nord présente ses excuses, et les corps des Nord-Coréens sont restitués.
Le submersible est depuis exposé dans le Gang-Neung-Unification-Park à Gangneung.
En 1998, deux autres submersibles nord-coréens sont capturés et leurs équipages tués à bord dans les eaux sud-coréennes lors d'incidents séparés.